# Margaretha van Brandenburg (1270-1315)
Margaretha van Brandenburg (circa 1270 - 1 mei 1315) was een Duitse prinses uit het huis Ascaniërs. Via haar twee huwelijken was ze van 1293 tot 1296 hertogin-gemalin van Groot-Polen, van 1295 tot 1296 koningin-gemalin van Polen en van 1302 tot 1308 hertogin-gemalin van Saksen-Lauenburg.

## Levensloop
Margaretha was het jongste kind en de tweede dochter van markgraaf Albrecht III van Brandenburg-Salzwedel en Mathilde van Denemarken, dochter van koning Christoffel I van Denemarken.
In 1292 werd Margaretha uitgehuwelijkt aan hertog Przemysł II van Groot-Polen en werd zo diens derde echtgenote. Przemysł had Margaretha als bruid uitgekozen omdat ze tot het machtige huis Ascaniërs behoorde en omdat ze langs haar grootmoeder van moederskant uit het huis Samboriden stamde, dat de Pommerellen bestuurde. Zo kon Przemysł zijn rechten op de Pommerellen uitbreiden, dat hij weldra zou erven omdat het huis Samboriden ging uitsterven.
Omdat Przemysł II en Margaretha vrij nauwe verwanten waren (beiden hadden als overgrootvader koning Ottokar I van Bohemen), hadden ze pauselijke toestemming nodig om te kunnen trouwen. Nadat ze deze toestemming gekregen hadden, vond op 13 april 1293 de huwelijksceremonie plaats. Hun huwelijk bleef echter kinderloos.
Twee jaar later, op 26 juni 1295, werden Przemysł en Margaretha in de Basiliek van Gniezno tot koning en koningin-gemalin van Polen gekroond. De regering van Przemysł II als koning duurde echter niet lang. De familie van het Margaretha, het huis Ascaniërs, was het niet eens dat Przemysł de Pommerellen had geërfd en gaven de opdracht aan enkele Poolse adellijke families om Przemysł te ontvoeren. Op 8 februari 1296 gebeurde er een ontvoeringspoging, maar deze mislukte en Przemysł werd vermoord. 
De weduwe geworden Margaretha bleef aanvankelijk in Polen wonen en nam er de zorg over van haar stiefdochter Elisabeth Richezza, die verloofd was met Margaretha's broer Otto. Korte tijd later keerde Margaretha om onbekende redenen terug naar Brandenburg en ze nam haar stiefdochter mee.
Kort na haar terugkeer in Brandenburg werd Margaretha uitgehuwelijkt aan heer Nicolaas I van Rostock, een lid van het huis Mecklenburg. De verloving werd in 1299 echter verbroken door Nicolaas, die besloot om met een prinses uit Pommeren te trouwen. 
Enige tijd later werd Margaretha opnieuw uitgehuwelijkt, ditmaal aan hertog Albrecht III van Saksen-Lauenburg die samen met zijn twee broers het hertogdom Saksen-Lauenburg bestuurde. Omdat Albrecht III en Margaretha nauw verwant waren (beiden lid van het huis Ascaniërs), hadden ze toestemming van de paus nodig. Nadat ze die hadden gekregen, vond op 24 september 1302 de huwelijksceremonie plaats. Ze kregen twee zonen: Albrecht (overleden in 1344) en Erik (overleden in 1338).
In 1303 verdeelde Albrecht III samen met zijn broers Saksen-Lauenburg. Albrecht behield daarbij Saksen-Ratzeburg. Nadat Albrecht III in 1308 overleed, ging de enige helft van zijn hertogdom naar zijn broer Erik I en de andere helft naar Margaretha. 
In 1315 stierf Margaretha, waarna ze werd bijgezet in de kathedraal van Ratzeburg. Na haar dood nam Erik I haar helft van Saksen-Ratzeburg over. 